# توماس موران
توماس موران (بالإنجليزية: Thomas Moran) هو مستكشف ورسام أمريكي، ولد في 12 فبراير 1837 في بولتن في المملكة المتحدة، وتوفي في 25 أغسطس 1926 في سانتا باربارا في الولايات المتحدة.

## وصلات خارجية
- توماس موران على موقع الموسوعة البريطانية (الإنجليزية)
- توماس موران على موقع ميوزك برينز (الإنجليزية)
- توماس موران على موقع ديسكوغز (الإنجليزية)